# Schindelberg (Kocheler Berge)
Der Schindelberg ist ein 1147 m ü. NHN hoher Berg in den Bayerischen Voralpen im Isarwinkel. Der Berg befindet sich auf der Grenze der oberbayerischen Gemeinden Lenggries (Landkreis Bad Tölz-Wolfratshausen) und Jachenau.
Zwischen der Jachenau im Norden und der Isar im Süden befinden sich im Isarwinkel die Isar- und Ochsensitzerberge, eine Berggruppe mit zahlreichen Gipfeln.
Der Schindelberg erhebt sich in dieser Gruppe direkt oberhalb des Nordwestufers des Sylvensteinspeichers, in etwa gegenüber der Gemeinde Fall. Der höchste Punkt ist nur weglos erreichbar.